# Ariane (opera)
Ariane (Arianna) è un'opera in cinque atti di Jules Massenet su libretto francese di Catulle Mendès basato sulla mitologia greca (la storia di Arianna). Fu eseguita per la prima volta al Palais Garnier di Parigi il 31 ottobre 1906, con Lucienne Bréval nel ruolo principale.

## Storia
Although not a proper sequel, as Ariane dies in both pieces, Massenet's later opera, Bacchus is a companion to Ariane, containing a number of common characters and the same librettist.  Ariane has never maintained popularity and belongs to Massenet's later works that were considered outmoded for their date of composition.  The piece did, however, inspire this quote from the great French composer Gabriel Fauré: "Ariane, a noble, great and moving work..." The opera was performed during Massenet's life-time, then was dropped from the repertoire, receiving only limited revivals in 1937 (21 February and 27 August 1937) at the Paris Opéra.
Recently it has received performances in a new production at the Massenet Festival in Saint-Étienne on 9 November  2007, directed by Jean-Louis Pichon, conducted by Laurent Campellone. As one critic noted, it is one of the most Wagnerian of Massenet's operas.
Sebbene non sia un sequel vero e proprio, poiché Ariane muore in entrambi i lavori, l'opera successiva di Massenet, Bacchus è parente stretta di Ariane, contenendo un certo numero di personaggi comuni e condividendo lo stesso librettista. Ariane non ha mai guadagnato la popolarità e appartiene alle opere tarde di Massenet che sono state considerate superate per la loro data di composizione. L'opera, tuttavia, ha ispirato questa citazione del grande compositore francese Gabriel Fauré: "Ariane, un'opera nobile, grandiosa e commovente..." L'opera è stata eseguita durante la vita di Massenet, quindi è uscita dal repertorio, ricevendo solo riprese limitate nel 1937 (21 febbraio e 27 agosto 1937) all'Opéra di Parigi.
Recentemente è stata messa in scena in una nuova produzione al Massenet Festival di Saint-Étienne il 9 novembre 2007, con la regia di Jean-Louis Pichon, diretta da Laurent Campellone. Come fece notare un critico, è una delle opere più wagneriane di Massenet.

## Ruoli
| Ruolo           | Registro voce | Cast della prima Direttore: Paul Vidal |
| --------------- | ------------- | -------------------------------------- |
| Ariane          | soprano       | Lucienne Bréval                        |
| Thésée          | tenore        | Lucien Muratore                        |
| Périthoüs       | baritono      | Jean-François Delmas                   |
| Perséphone      | mezzosoprano  | Lucy Arbell                            |
| Phèdre          | soprano       | Louise Grandjean                       |
| Cypris          | soprano       | Marcelle Demougeot                     |
| Eunoé           | soprano       | Berthe Mendès                          |
| Chromis         | soprano       | Antoinette Lauté-Brun                  |
| Phéréklos       | baritono      | Henri Stamler                          |
| Capo dei Nativi | baritono      | Pierre Triadou                         |

## Trama
La storia si basa sulla mitologia che circonda Teseo e le sorelle Arianna e Fedra. Le due sorelle sono entrambe innamorate di Teseo, ma lui preferisce Fedra ad Arianna. Quando Fedra viene uccisa dalla statua rovesciata di Adone, Arianna si reca negli inferi per pregare Persefone per la risurrezione di sua sorella. Addolcito dall'offerta di rose di Arianna, Persefone la asseconda e Fedra torna sulla terra. Teseo viene quindi fatto scegliere di nuovo tra le sorelle e ancora una volta sceglie Fedra, abbandonando Arianna sulle rive di Nasso. Sconvolta, viene attirata nel mare dalle voci delle sirene che la chiamano con un cenno.